# Peter Fitger (kemist)
Nikolaus Fredrik Peter Fitger, född 8 september 1896 i Göteborg, död 2 januari 1987 i Solna, var en svensk kemist. Han var far till Peter Fitger.
Peter Fitger avlade examen vid Kungliga Tekniska högskolan 1917 och blev filosofie doktor vid Lunds universitet 1924. Fitger var 1918–1923 teknisk ledare inom glykosindustrin och var från 1925 knuten till Sveriges kemiska industrikontor, där han 1944 blev ombudsman och 1944 verkställande direktör. Han är begraven på Skogskyrkogården i Stockholm.